# Колоколкин, Иван Терентьевич
Иван Терентьевич Колоколкин (30 апреля 1905, Москва — 6 апреля 1969, Москва) — советский хозяйственный, государственный и политический деятель.

## Биография
Родился в 1905 году в Москве. Член ВКП(б) с 1928 года.
С 1938 года — на хозяйственной, общественной и политической работе. В 1938—1962 годах — первый секретарь Кинешемского, третий, второй секретарь Ивановского городского комитета ВКП(б), участник Великой Отечественной войны, заведующий Сектором Организационно-инструкторского отдела ЦК ВКП(б), 1-й секретарь Марийского областного комитета ВКП(б) и Йошкар-Олинского ГК ВКП(б) (1945—1948), заместитель председателя Комитета, начальник Главного управления по делам культурно-просветительских учреждений при Совете министров РСФСР, заместитель министра культуры РСФСР, начальник Главного управления книжной торговли Министерства культуры РСФСР, управляющий Российским объединением книжной торговли.
Избирался депутатом Верховного Совета СССР 2-го созыва (с 1946 года), с 1947 года — депутат Верховного Совета Марийской АССР.
Умер 20 августа 1969 года в Москве.

## Награды
- Орден Красной Звезды
- Орден Отечественной войны II степени
- Орден Ленина (1946)